# 1266
- Wikisource

| Calendário gregoriano                                                        | 1266 MCCLXVI                                          |
| Ab urbe condita                                                              | 2019                                                  |
| Calendário arménio                                                           | 715 – 716                                             |
| Calendário bahá'í                                                            | -578 – -577                                           |
| Calendário budista                                                           | 1810                                                  |
| Calendário chinês                                                            | 3962 – 3963 Início a 7 de fevereiro (aproximadamente) |
| Calendário copta                                                             | 982 – 983                                             |
| Calendário etíope                                                            | 1258 – 1259                                           |
| Calendários hindus - Vikram Samvat - Calendário nacional indiano - Cáli Iuga | 1321 – 1322 1187 – 1188 4366 – 4367                   |
| Calendário Holoceno                                                          | 11266                                                 |
| Calendário islâmico                                                          | 664 – 665                                             |
| Calendário judaico                                                           | 5026 – 5027                                           |
| Calendário persa                                                             | 644 – 645                                             |
| Calendário rúnico                                                            | 1516                                                  |
| Calendário solar tailandês                                                   | 1809                                                  |

1266 (MCCLXVI, na numeração romana) foi um ano comum do século XIII do Calendário Juliano, da Era de Cristo, a sua letra dominical foi C (52 semanas), teve início a uma sexta-feira e terminou também a uma sexta-feira.
| Ano completo                       |
| ---------------------------------- |
| Ano comum com início à sexta-feira |

## Eventos
- 2 de Abril - Criação da paróquia do Lumiar, no termo de Lisboa.
- Fundação ou Foral do Município de Loulé.

## Nascimentos
- Duns Scot, filósofo escocês (data aproximada, m. 1308).

## Mortes
- Berque, cã da Horda de Ouro.
- Arigue Buga, regente do Império Mongol.
- Beatriz de Saboia n. 1198 foi condessa da Provença.
- 26 de Fevereiro - Manfredo da Sicília, Rei da Sicília, n. 1231.